# Voleibol en los Estados Unidos
El voleibol en los Estados Unidos es un deporte popular en la rama masculina y en la femenina, aunque esta última cuenta con más deportistas en todo el país (aproximadamente por cada varón que practica voleibol en el país hay 7 mujeres que también lo juegan). Casi todas las escuelas secundarias y universidades en los Estados Unidos tienen equipos femeninos de voleibol y la mayoría de las regiones del país tienen programas de desarrollo para las niñas de todas las edades también. Mientras que en muchas áreas del país se están formando equipos masculinos y está creciendo en popularidad sobre la base de programas de desarrollo del deporte, pero los atletas estadounidenses varones tienen menos chances para practicar el deporte que las mujeres ya que en la rama masculina el voleibol no se encuentra desarrollado en todas las regiones.
Las selecciones de voleibol de los Estados Unidos están entre las mejores y más importantes del mundo, tanto en la rama femenina como en la masculina.
Además de las competencias universitarias, el país cuenta con una liga profesional estable, lo que permite que el deporte siga creciendo poco a poco. La liga femenina comenzó en 2012 y en el 2013 se añadió la liga masculina. 

## Selección Masculina
El equipo nacional masculino de voleibol de los Estados Unidos ha ganado tres medallas de oro en los Juegos Olímpicos de 1984, 1988 y 2008. También ha ganado el Campeonato Mundial FIVB 1986, la Copa Mundial de Voleibol de FIVB de 1985 y 2015 y en la Liga Mundial FIVB 2014.

## Selección Femenina
El equipo femenino nacional ha ganado el Campeonato Mundial FIVB pero si ha ganado en seis ediciones el Gran Premio Mundial FIVB. También terminaron segundo en los Juegos Olímpicos de 1984, 2008 y 2012, en el Campeonato Mundial FIVB de 1967 y 2002, en los Campeonatos Mundiales FIVB 2005 y 2013 y en la Copa Mundial FIVB 2011.

## Competencias de la NCCA
Las competencias universitarias son actualmente las más importantes en el país, hasta que la liga profesional tenga un mayor tamaño y una mayor presencia territorial.
El torneo masculino se disputa desde 1970 y el femenino desde 1981.
Universidades que han obtenido campeonatos:
- Competencia Masculina:

| UCLA Los Ángeles                           | 19 | 1970, 1971, 1972, 1974, 1975, 1976, 1979, 1981, 1982, 1983, 1984, 1987, 1989, 1993, 1995, 1996, 1998, 2000, 2006 |                                   |            |   |                  |
| Pepperdine                                 | 5  | 1978, 1985, 1986, 1992, 2005                                                                                     |                                   |            |   |                  |
| Sur de California                          | 4  | 1977, 1980, 1988, 1990                                                                                           |                                   |            |   |                  |
| UC Irvine                                  | 4  | 2007, 2009, 2012, 2013                                                                                           | Long Beach State 3 1991 2018 2019 | Ohio State | 3 | 2011, 2016, 2017 |
| BYU                                        | 3  | 1999, 2001, 2004                                                                                                 |                                   |            |   |                  |
| Penn State                                 | 2  | 1994, 2008 |                                   |            |   |                  |
| Stanford                                   | 2  | 1997, 2010 |                                   |            |   |                  |
| Loyola Chicago                             | 2  | 2014, 2015 |                                   |            |   |                  |
| Vacante por violación de reglas de la NCCA | 2  | 2002, 2003 |                                   |            |   |                  |
| San Diego State                            | 1  | 1973 |                                   |            |   |                  |

- Competencia Femenina:

| Universidad              |   | Años campeón                             |
| ------------------------ | - | ---------------------------------------- |
| Penn State Nittany Lions | 7 | 1999, 2007, 2008, 2009, 2010, 2013, 2014 |
| Stanford Cardinal        | 7 | 1992, 1994, 1996, 1997, 2001, 2004, 2016 |
| UCLA Bruins              | 4 | 1984, 1990, 1991, 2011                   |
| Nebraska Cornhuskers     | 4 | 1995, 2000, 2006, 2015                   |
| Hawaii Rainbow Wahine    | 3 | 1982, 1983, 1987                         |
| Long Beach State 49ers   | 3 | 1989, 1993, 1998                         |
| USC Trojans              | 3 | 1981, 2002, 2003                         |
| Texas Longhorns          | 2 | 1988, 2012                               |
| Pacific Tigers           | 2 | 1985, 1986                               |
| Washington Huskies       | 1 | 2005                                     |

## Regiones
Hay cuarenta regiones de competencia organizada para adultos y niños. Estas regiones se agrupan en cuatro zonas y en cada una de estas hay dos secciones, en total, ocho secciones. Cada región tiene sus propios estatutos pero deben seguir las normas y prácticas nacionales. 
Zonas: Central (Este y Oeste) - Pacífico (Norte y Sur) - Atlántico (Norte y Sur) - Frontera (Este y Oeste)
- ZONA CENTRAL
  - Sección Este Central
    - Badger Region (BR) - Wisconsin
    - Great Lakes Region (GL) - La mayor parte de Illinois
    - Gateway Region (GW) - Southern Illinois y este de Missouri
    - Lakeshore Region (LK) - Míchigan (excepto la península superior)
    - North County Region (NR) - Minnesota, Dakota del Norte, Dakota del Sur, y la península superior de Míchigan
    - Hoosier Region (HO) - Indiana
    - Pioneer Region (PR) - Kentucky

  - Sección Oeste Central
    - Great Plains Region (GP) - Nebraska
    - Heart of America Region (HA) - Kansas, Oeste de Misuri
    - Iowa Region (IA) - Iowa
    - Rocky Mountain Region (RM) - Colorado y Wyoming
- ZONA PACIFICO
  - Sección Pacífico Norte
    - Alaska Region (AK) - Alaska
    - Columbia Empire Region (CE) - Representando Oregón y una pequeña parte del sur de Washington
    - Evergreen Region (EV) - este de Washington, norte de Idaho y Montana
    - Puget Sound Region (PS) - oeste Washington

  - Sección Pacífico Sur
    - Aloha Region (AH) - Hawái
    - Intermountain Region (IM) - Utah y el sur de Idaho
    - Moku O Keawe Region (MK) - Hawái
    - Northern California Region (NC) - Northern California y Nevada, excepto Las Vegas
- ZONA ATLÁNTICO
  - Sección Atlántico Norte
    - Chesapeake Region (CH) - La mayor parte de Maryland, Delaware, Washington D. C. y el norte de Virginia
    - GEVA (Garden Empire Volleyball Association) - Nueva Jersey, Ciudad de Nueva York, Long Island, Westchester & Rockland Counties, y una gran porción del oeste de Connecticut
    - Iroquois-Empire Region (IE) - noreste de New York State
    - Keystone Region (KE) - Pensilvania (excepto la porción más occidental)
    - New England Region (NE) - Maine, Vermont, Nuevo Hampshire, Massachusetts, la mayor parte de Connecticut, y Rhode Island
    - Ohio Valley Region (OV)- Ohio y las localidades limítrofes occidentales Pensilvania y Virginia Occidental
    - Western Empire Region (WE) -  Oeste del estado de New York

  - Sección Atlántico Sur
    - Carolina Region (CR) - Carolina del Norte
    - Florida Region (FL) - La mayor parte de Florida (excluido el panhandle)
    - Old Dominion Region (OD) - Virginia excepto el norte (cerca D.C.)
    - Palmetto Region (PM) - Carolina del Sur
    - Southern Region (SO) - Georgia, Alabama y la mayor parte de Tennessee
- ZONA FRONTERA
  - Sección Frontera Este
    - Bayou Region (BY) - sur de Luisiana
    - Delta Region (DE) - Arkansas, norte de Luisiana, Misisipi, y el oeste de Tennessee
    - Gulf Coast Region (GC) - sur de Alabama, sur de Misisipi, y Florida (panhandle)
    - Lone Star Region (LS) - sur de Texas
    - North Texas Region (NT) - norte de Texas
    - Oklahoma Region (OK) - Oklahoma

  - Sección Frontera Oeste
    - Arizona Region (AZ) - Arizona
    - Southern California Region (SC) - sur de California
    - Sun Country Region (SU) - oeste Texas y Nuevo México

## Intentos para crear una Liga Profesional Nacional
Como deporte profesional, el voleibol ha tenido un éxito limitado en los Estados Unidos. Numerosos intentos se han hecho para iniciar las ligas profesionales de voleibol femenino. En 1987, el último intento se declaró en quiebra debido a la falta de interés de los fanes y por lo tanto el interés de los patrocinadores. En 2002, se inició la Liga Profesional de Voleibol de los Estados Unidos como una liga profesional femenina, pero solo duró una temporada. En 2004 y otra vez en 2005, también con poco éxito y todo acabó ahí.

## Premier Volleyball League
En el año 2012 se lanzó la "Premier Volleyball League" (USA PVL), una liga femenina profesional nacional. En el año 2013 se añadió la liga masculina. En ambas ramas las competencias son estables y están logrando un crecimiento continuo.
La liga fue lanzada por Steve Bishop, un hombre del voleibol del estado de Florida. La "Premier Volleyball League" es controlada por el organismo "USA Volleyball". El comisionado de la liga es Tom Pingel.

## Equipos compitiendo en la USA PVL
Actualmente compiten en la liga 12 equipos masculinos y 9 equipos femeninos. Cada uno de estos equipo representan a una región, como si fuera un sistema de franquicias. Algunas regiones tienen un equipo masculino, otras tienen un equipo femenino y algunas tienen equipos en las dos ramas, masculina y femenina. 
Es importante aclarar que el sistema regiones de competencia de la USA PVL es distinto al de la división tradicional del voleibol en el país, en la liga profesional, en vez de haber 4 zonas, hay 3 conferencias; Este, Central y Oeste.  
El ideal de "USA Volleyball" es que en el futuro en cada una de las 40 regiones exista un equipo profesional (femeninos y masculinos) para que represente a su región en la "Premier Volleyball League". 14 son las regiones representadas hasta el momento. 
| Liga Masculina                              | Liga Masculina | Liga Masculina       | Liga Masculina |
| Equipo                                      | Colores        | Región               | Unido en       |
| ------------------------------------------- | -------------- | -------------------- | -------------- |
| Team SportConX                              |                | (AH) Aloha           | 2016           |
| Arizona Sizzle (Chisperos)                  |                | (AZ) Arizona         | 2014           |
| Badger Lights Out (Luces apagadas)          |                | (BR) Badger          | 2016           |
| Rising Tide (La marea creciente)            |                | (CH) Chesapeake      | 2014           |
| Great Lakes Lightning (Relámpago)           |                | (GL) Great Lakes     | 2013           |
| Gulf Coast Riptides (Aguas revueltas)       |                | (GC) Gulf Coast      | 2016           |
| Hoosier Team Pineapple (Equipo piña)        |                | (HO) Hoosier         | 2014           |
| Iowa Icemen (Hombres de hielo)              |                | (IA) Iowa            | 2014           |
| Team IE                                     |                | (IE) Iroquois Empire | 2014           |
| Penn Blast (Explosión de Penn)              |                | (KE) Keystone        | 2014           |
| Lakeshore Surge (La ola)                    |                | (LK) Lakeshore       | 2015           |
| Midnight Riders (Jinetes de la media noche) |                | (NE) New England     | 2013           |

## Proyecto de crecimiento
Se busca que con el correr de los años los deportistas y los seguidores del voleibol aumenten y que los medios de comunicación se acerquen al deporte para que nuevos patrocinadores aparezcan. Según los trabajadores y fomentadores del proyecto lo que se está buscando es lograr una construcción "de abajo hacia arriba" y no de "arriba hacia abajo", esto significa que la liga sea una base con un gran potencial de crecimiento. se busca que los equipos que se están formando sean ejemplo y modelos a seguir para los jóvenes de cada una de las regiones del país. 
Dado que el voleibol en Estados Unidos tiene 40 regiones, en el futuro puede haber hasta 40 equipos profesionales de voleibol en la "Premier Volleyball League", un equipo representante de cada región. La idea es que cada región esté representada por un equipo.
- Datos: Q7940486
- Multimedia: Volleyball in the United States / Q7940486